# Gonnostramatza
Gonnostramatza est une commune italienne de la province d'Oristano, dans la région Sardaigne.

## Administration
| Période                                  | Période  | Identité             | Étiquette | Qualité |
| ---------------------------------------- | -------- | -------------------- | --------- | ------- |
| 9 mai 2005                               | En cours | Maria Antonella Ardu |           |         |
| Les données manquantes sont à compléter. |          |                      |           |         |

### Communes limitrophes
Collinas, Gonnoscodina, Masullas, Mogoro, Siddi.

### Évolution démographique
Habitants recensés